# Бій під Лисичим
Бій під Лисичим відбувся 23 серпня 2014 року. Колона російських бойовиків і військовослужбовців Збройних сил РФ заїхала на український блокпост, розташований під селом Лисиче Донецького району, що неподалік російсько-українського кордону. Колона була розбита підрозділом української Національної гвардії і Прикордонної служби.
Було знищено щонайменше 16 одиниць техніки, з яких 9 — військові вантажівки з живою силою, зброєю, боєприпасами та паливом.

## Передумови
Наприкінці серпня 2014 року ситуація була вкрай складною для українських військ. Під атаками проросійських бойовиків і підрозділів регулярної російської армії, українські війська відступали, систематично втрачаючи позиції і контроль над населеними пунктами. З-під Амвросіївки підрозділи української армії почали відходити з 19 серпня. У цих умовах проросійські формування відчували, що контролюють ситуацію і діяли зухвало.

## Подія
23 серпня о 10:00 ранку бійці 19-го полку Національної гвардії України побачили колону, що наближалась до їх блокпосту, яка складалася з КаМАЗів і Уралів під прикриттям двох БТРів. Колона наблизилась до блокпосту і зупинилась для того, щоб зняти український прапор. У цей момент українські формування відкрили вогонь, підбивши щонайменше три вантажівки. Частина колони встигла розвернутися і відійти.
29 серпня прикордонний наряд виявив автомобільну колону терористів, що рухалася в напрямку села Лисиче, загальною протяжністю близько 1,5 км — 2 БТРи, УРАЛи, КаМАЗи, броньовані мікроавтобуси та легкові автомобілі з георгіївськими стрічками. Почався обстріл пункту пропуску «Успенка», колона розділилася, частина вирушила польовими дорогами в напрямку пункту пропуску «Успенка». Злучені сили прикордонних нарядів та підрозділу Національної Гвардії атакували терористів, знищено понад 20 одиниць техніки, вбито 26 терористів.
За повідомленням ЗМІ, БТР з навідником Олександром Бабишеном ліквідував 2 БТРи, автомобілі «КамАЗ» і «Урал».
Відео, що було зняте місцевим жителем з місця бою, дало змогу визначити моделі підбитої техніки — це КамАЗ-4350 і Урал-4320 з дизельним двигуном ЯМЗ, — така техніка стоїть на озброєнні РФ, і в Україну не постачалася. Серед вантажу, що перевозила колона, ідентифіковано зенітні ракети 9М37 чи 9М37М1 для ЗРК «Стріла-10», а також постріли для РПГ-7 — осколкові гранати ОГ-7В «Осколок», боєприпас що стоїть на озброєнні РФ і в Україну не постачався.

## Втрати
За словами голови російської неонацистської організації РНЄ Олександра Баркашова, внаслідок засідки проросійські сили втратили 86 чоловік загиблими. Завдяки розслідуванню команди ІнформНапалм, було встановлено, що у тому бою загинув військовослужбовець 15-ї мотострілецької бригади Збройних сил РФ Максим Медведь.
Згідно повідомлення РНБО, російські сили втратили 26 чоловік загиблими.
Українські сили втратили в бою загиблими бійців 19-го полку Національної гвардії майора Олександра Смоляра, старшого сержанта Олега Бабкевича, молодшого сержанта Олександра Яриша, а також прикордонників старшину Миколу Ніколенка і молодшого сержанта Олексія Васильченка. Вважається пропалим безвісти майор Олексій Петров. Поранень зазнав старший прапорщик Володимир Пшеничний.

### Техніка
Перша російська колона втратила 7 автомобілів: командно-штабну машину на базі КамАЗу, військову двохосьову вантажівку КамАЗ-4350, вантажний автомобіль ГАЗель, мінівен та три легкові автомобілі.
Друга колона, за залізничним переїздом, втратила 9 автомобілів: 2 армійські вантажівки на базі КамАЗ, 4 військові вантажівки Урал-4320, заправник на базі Зіл-131, тентовану ГАЗель і легковий автомобіль.
Сумарно відкриті джерела документують 16 знищених одиниць техніки, з яких 9 — військові вантажівки з живою силою, зброєю, боєприпасами та паливом.
У РНБО повідомили про знищення понад 20 одиниць техніки.